# Mark Jooris
Mark Jooris (* 3. Februar 1964 in Burlington, Ontario) ist ein ehemaliger kanadisch-belgischer Eishockeyspieler und heutiger -trainer, der in seiner aktiven Zeit von 1982 bis 2007 unter anderem für die Eisbären Berlin, den SC Riessersee, die Wedemark Scorpions und die Revierlöwen Oberhausen in der Deutschen Eishockey Liga gespielt hat. Sein Sohn Josh ist ebenfalls professioneller Eishockeyspieler.

## Karriere
Mark Jooris begann seine Karriere als Eishockeyspieler beim Rensselaer Polytechnic Institute, für dessen Eishockeymannschaft er von 1982 bis 1986 in der National Collegiate Athletic Association aktiv war. Anschließend bestritt er sechs Spiele für das Team Canada, ehe er zur Saison 1986/87 erstmals nach Europa wechselte, wo er einen Vertrag bei Ässät Pori erhielt. In der folgenden Spielzeit war er mit 63 Scorerpunkten Topscorer seiner Mannschaft, beendete die Spielzeit jedoch bei den Springfield Indians und Nova Scotia Oilers in der American Hockey League. Den Großteil der Saison 1988/89 verbrachte der Angreifer erneut beim Team Canada, ehe er die Spielzeit beim HC Sierre in der Schweizer Nationalliga B beendete.
Von 1989 bis 1991 stand Jooris bei der Eishockeyabteilung von Eintracht Frankfurt in der Eishockey-Bundesliga unter Vertrag. In der Mainmetropole avancierte er zwei Spielzeiten lang hinter Jiří Lála zum Topscorer, ehe der Kanadier aufgrund des Konkurses des Vereins die Eintracht verließ und sich dem Zweitligisten Dynamo Berlin anschloss, mit dem er auf Anhieb den Aufstieg in die Bundesliga erreichte. Mit 123 Punkten aus 50 Spielen war Jooris maßgeblich am erklärten Ziel beteiligt und der Stürmer wurde zum Publikumsliebling unter den Dynamo-Fans. Nach dieser Saison wurden dem Kanadier belgische Vorfahren nachgewiesen und er bekam einen belgischen Pass, welches ihn im Rahmen der Bosman-Urteils zu einem begehrten Spieler werden ließ. So trat die Düsseldorfer EG an ihn heran und lockte den mittlerweile unter das EU-Kontingent fallenden Spieler an die Brehmstraße. Dort spielte Jooris nur ein halbes Jahr lang, zudem konnte er aufgrund einer chronischen Erkrankung der Achillessehne sein Leistungsvermögen nie richtig abrufen. Noch im Laufe der Saison 1992/93 kehrte er wieder an die Spree zurück. Bei dem in der Zwischenzeit in Eisbären Berlin umbenannten Verein konnte er zwar einen guten Punkteschnitt pro Spiel aufweisen, jedoch verletzungsbedingt nur wenige Spiele bestreiten. Hinzu kamen Gehaltsstreitigkeiten mit dem Verein und so wechselte der Kanadier mit belgischem Pass für den Rest der Saison 1994/95, in der er für die Berliner in der neu gegründeten Deutschen Eishockey Liga in zwölf Spielen 18 Scorerpunkte, davon neun Tore, erzielt hatte, zum Schweizer NLA-Teilnehmer SC Rapperswil-Jona, für den er in drei Spielen zwei Tore und drei Vorlagen erzielte.
Für die Saison 1995/96 unterschrieb Jooris einen Vertrag beim DEL-Teilnehmer SC Riessersee. Nach dem Konkurs des Teams im Anschluss an die Spielzeit, verbrachte er je eine Spielzeit bei dessen Ligarivalen Wedemark Scorpions und Revierlöwen Oberhausen, welches auch seine letzten beiden Vereine in Deutschland waren. Zur Saison 1998/99 wechselte Jooris in die Schweizer Nationalliga B zum HC Servette Genève, für den er in 40 Spielen 23 Tore und 59 Vorlagen erzielte. Damit war er Topscorer der gesamten NLB. Zudem stand er zwei Mal für seinen Ex-Klub aus Rapperswil in der NLA auf dem Eis. In der Saison 1999/2000 stürmte er für den EHC Biel in der NLB. Im Jahr 2001 kehrte Jooris in seine kanadische Heimat zurück, wo er für die Dundas Real McCoys in der Ontario Hockey Association bis 2007 als Spielertrainer fungierte. In der Saison 2007/08 war er als Assistenztrainer für seinen Ex-Klub HC Sierre in der NLB tätig. Von 2009 bis 2011 stand er je ein Jahr lang bei den kanadischen Juniorenteams Burlington Cougars und Oakville Blades hinter der Bande.

## Erfolge und Auszeichnungen
- 1992 Aufstieg in die Eishockey-Bundesliga mit Dynamo Berlin
- 1999 Topscorer der Nationalliga B